# فهرست سخنرانی‌ها و شعرخوانی‌های احمد شاملو
این مقاله فهرستی است از سخنرانی‌ها و شعرخوانی‌های احمد شاملو.

## به ترتیب سال
- ۱۳۴۶ شب شعر در کرمانشاه به دعوت دانشجویان.
- ۱۳۴۶ سخنرانی در دانشگاه شیراز.
- ۱۳۵۱ (۲۶ مهرماه) شب شعر در انجمن فرهنگی گوته.
- ۱۳۵۱ (اول آبان) شب شعر در انجمن ایران و آمریکا.
- ۱۳۵۴ شرکت در کنگرهٔ نظامی‌گنجوی به دعوت دانشگاه رم.
- ۱۳۵۵سخنرانی و شعرخوانی در دانشگاه‌های MIT بوستون، UC برکلی.
- ۱۳۵۵ میهمان مدعو فستیوال جهانی شعر در سانفرانسیسکو و آستینِ تگزاس، شب شعر به دعوت دانشجویان ایرانی فیلادلفیا و نیویورک.
- ۱۳۵۵ شب شعر در انستیتو گوته.

- ۱۳۶۷ سخنرانی تحت عنوان من دردِ مشترکم، مرا فریاد کن! در دومین کنگرهٔ بین‌المللی ادبیات: اینترلیت ۲ تحت عنوان جهانِ سوم: جهانِ ما در ارلانگن آلمان و شهرهای مجاور.
- ۱۳۶۷ شب شعر در کُل‌لوکیومِ ادبی برلین.
- ۱۳۶۷ سفر به اتریش به دعوت دانشگاه اقتصاد وین و یورو آفریک اینستیتو، برای شب شعر و سخنرانی.
- ۱۳۶۷ شب شعر در شهر دانشگاهی گیسن آلمان.
- ۱۳۶۷ سفر به سوئد به دعوت انجمن جهانی قلم (Pen) و دانشگاه یوته‌بوری؛ شب شعر در «خانهٔ مردم» استکهلم.
- ۱۳۶۹ میهمان مدعو سیرا ۹۰ توسط دانشگاه UC برکلی؛ سخنرانی‌های حقیقت چقدر آسیب‌پذیر است و مفاهیم رند و رندی در غزل حافظ، دو شب شعر در UC برکلی.
- ۱۳۶۹ شب شعر دانشگاه UCLA لوس‌آنجلس، در رویس هال.
- ۱۳۶۹ شب شعر و سخنرانی در دانشگاه‌های شیکاگو، آن اربر میشیگان، کلمبیا، واشینگتن، راتگرز، هاروارد، دالاس و آستین.
- ۱۳۶۹ سه شب شعر در بوستون و UC برکلی به نفع زلزله زدگان ایران.
- ۱۳۶۹ شب شعر در مدرسهٔ ارامنهٔ بوستون.
- ۱۳۶۹ شب شعر به نفع آوارگان کُرد عراقی در UC برکلی و UCSC لوس‌آنجلس به همراه محمود دولت‌آبادی (قصه‌خوانی) به دعوت انجمن فرهنگی کُردها (آمریکا).
- ۱۳۶۹ شب شعر به نفع آوارگان کُرد عراقی در دانشگاه وین (اتریش) به همراه محمود دولت‌آبادی (قصه‌خوانی) به دعوت انجمن فرهنگی کُردها (اروپا).
- ۱۳۷۳ شب شعر در یوته‌بوری، سوئد.
- ۱۳۷۳ دو شب شعر در اوسه جیمنازیومِ استکهلم.